# Eriko Yamatani

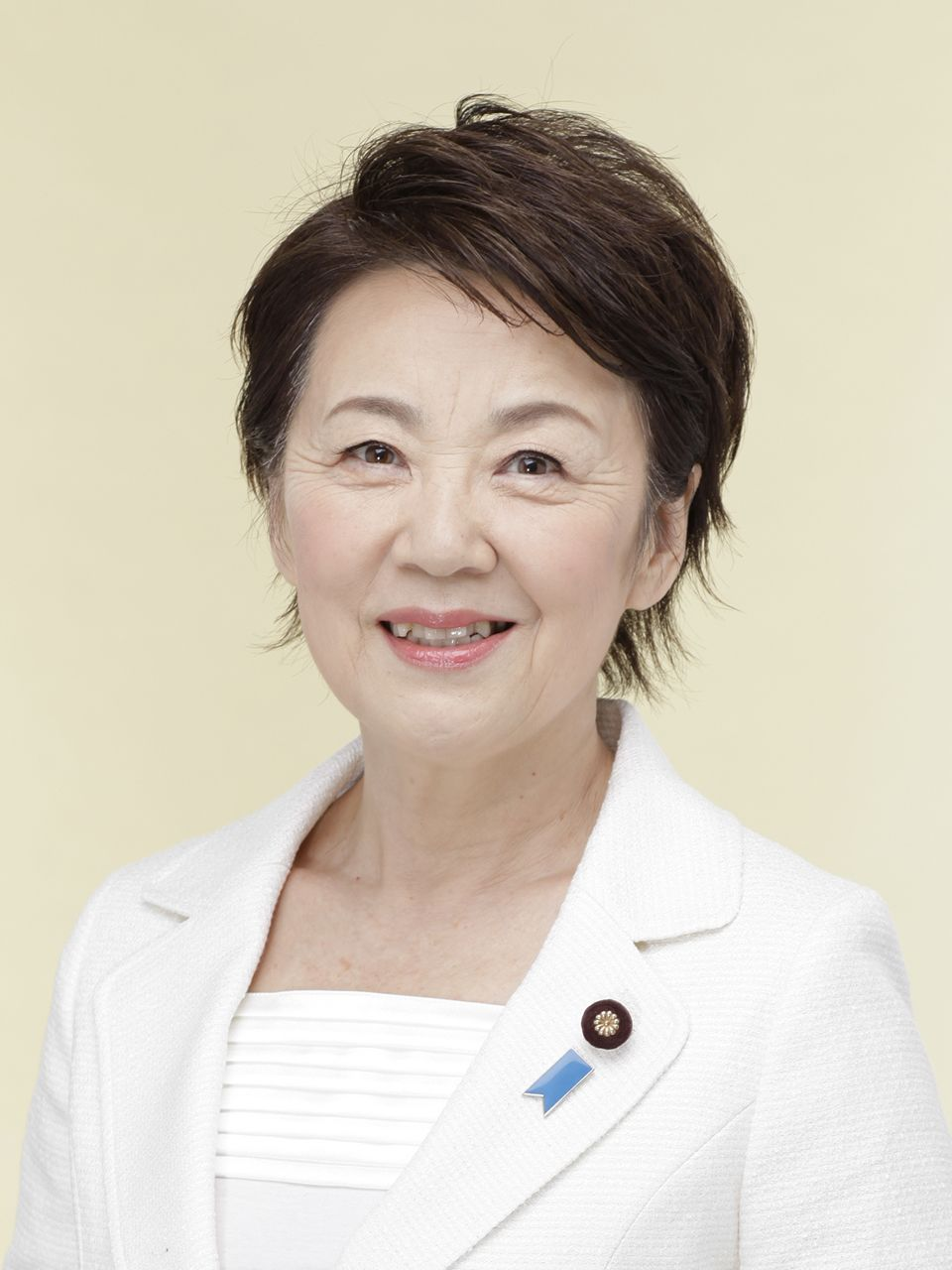
Eriko Yamatani, 2014

Eriko Yamatani (jap. 山谷 えり子 Yamatani Eriko; * 19. September 1950 in Musashino, Präfektur Tokio) ist eine japanische Politikerin der Liberaldemokratischen Partei (LDP), und Abgeordnete im Sangiin, dem Oberhaus des nationalen Parlaments, über die landesweite Verhältniswahl. Von 2014 bis 2015 war sie Vorsitzende der Nationalen Kommission für Öffentliche Sicherheit und Katastrophenschutzministerin im zweiten Kabinett Abe. Innerhalb der LDP gehört sie zur Hosoda-Faktion.
Yamatani studierte Psychologie an der Seishin-Frauenuniversität (Universität vom Heiligen Herzen). Nach ihrem Abschluss 1973 wurde sie wie ihr Vater Journalistin für die Sankei Shimbun und den zugehörigen Fernsehsender. Bei der Sangiin-Wahl 1989 war sie Kandidatin auf der Liste der Demokratisch-Sozialistischen Partei, wurde jedoch nicht gewählt.
Bei der Shūgiin-Wahl 2000 wurde Yamatani für die Demokratische Partei im Verhältniswahlblock Tōkai gewählt, wo sie alleine vor den Doppelkandidaten auf Platz 1 der demokratischen Liste kandidierte. Gemeinsam mit Hiroshi Kumagai verließ sie 2002 die Demokraten und beteiligte sich an der Gründung der Neuen Konservativen Partei, die 2003 der LDP beitrat. Bei der Shūgiin-Wahl 2003 hatte sie für die Neue Konservative Partei im Wahlkreis Tokio 4 kandidiert, unterlag aber klar den Kandidaten der beiden großen Parteien.
Bei der Sangiin-Wahl 2004 wurde Yamatani über die Verhältniswahl als LDP-Kandidatin mit 242.043 Stimmen (LDP-Listenplatz 6) gewählt. Im November 2005 wurde Yamatani Staatssekretärin im Kabinettsbüro. Premierminister Shinzō Abe ernannte sie bei Amtsantritt 2006 zur Sonderberaterin für Bildungsreform, sein Nachfolger Yasuo Fukuda beließ sie auf dieser Position, die sie bis zu Fukudas Rücktritt im August 2008 behielt. Von 2009 bis 2010 saß sie dem Umweltausschuss im Sangiin vor. Bei der Sangiin-Wahl 2010 erzielte sie mit über 250.000 Stimmen den dritten Platz auf der LDP-Verhältniswahlliste und wurde sicher wiedergewählt. Unter Sadakazu Tanigaki gehörte sie zeitweise dem Schattenkabinett der LDP an.
Nach der erneuten Regierungsübernahme der Liberaldemokraten übernahm Yamatani 2012 den Vorsitz des Sangiin-Sonderausschusses für Entwicklungshilfe, 2013 wurde sie PARC-Vorsitzende in der LDP-Fraktion im Sangiin. Im September 2014 berief sie Shinzō Abe bei einer Kabinettsumbildung zur Vorsitzenden der öffentlichen Sicherheitskommission und Ministerin beim Kabinettsbüro für Katastrophenschutz und übertrug ihr weitere Aufgaben: die Entführungen durch Nordkorea und die Katastrophenschutzmaßnahmen nach dem Gesetz zur „Stärkung der Zähigkeit des Landes“ von Vorgänger Keiji Furuya sowie maritime und Territorialfragen (vorher bei Ichita Yamamoto). Yamatani steht, wie Premier Abe und weitere Kabinett- und LDP-Parteimitglieder, der als revisionistisch geltenden Nippon Kaigi nahe.